# Jean-Denis Délétraz
Jean-Denis Délétraz (ur. 1 października 1963 w Genewie) – szwajcarski kierowca wyścigowy.

## Kariera
Międzynarodową karierę Szwajcar rozpoczynał w Formule Ford. Następnie przeniósł się do Francuskiej Formuły 3, w której w 1985 roku zajął 3. miejsce w końcowej klasyfikacji. W sezonie 1988 zadebiutował w przedsionku F1 - Międzynarodowej Formule 3000. Starty w niej kontynuował również w kolejnych dwóch latach. Nie osiągnął w niej jednak żadnego sukcesu. 
W 1994 roku brał udział we Francuskich Mistrzostwach Samochodów Turystycznych. Nieoczekiwanie jeszcze w tym samym sezonie, dzięki dużemu budżetowi zadebiutował w Formule 1, podczas ostatniego Grand Prix Australii, w zespole Larousse, zastępując w niej Francuza, Érika Comasa. Pokazał się jednak z dobrej strony, kwalifikując się do wyścigu. Nie ukończył go jednak z powodu awarii. Kolejną szansę udziału w elicie dostał jeszcze rok później w zespole Pacific, w Grand Prix Portugalii (nie ukończył) i Grand Prix Europy (15. miejsce). Zastąpił w niej wówczas Włocha, Giovanniego Lavaggi. Od roku 1996 po całkowitym już braku szansy angażu w królowej motorsportu, skupił się wyłącznie na udziale w wyścigach samochodów sportowych oraz długodystansowych m.in. FIA GT oraz 24 Godziny Le Mans, w których bierze udział do dziś.